# Nathaniel Mills
Pour les articles homonymes, voir Mills.
Nathaniel Mills, né le 15 février 1970 à Chicago, est un patineur de vitesse américain.
Aux Championnats du monde de 1991, il termine deuxième sur 500 mètres. Il est également médaillé de bronze sur 1 000 mètres à l'Universiade d'hiver de 1991.
Il est le frère de la gymnaste artistique Phoebe Mills.